# Берг (графство)
Графство, затем Герцогство Берг (нем. (Grafschaft) Herzogtum Berg, нидерл. (Graafschap) Hertogdom Berg) — государство, входившее в состав Священной Римской империи и находившееся в Рейнской области. Резиденцией герцога был замок Шваненбург в городе Клеве, а также замок Монтерберг неподалёку от Калькара.

## Средневековье
Графы Берга сформировались в 1101 году, являясь младшей линией династии Эццоненов, которые вели родословную со времён Лотарингского королевства. В этом веке они стали самыми могущественными властителями в нижнерейнском регионе. В 1160 году территория графства была разделена на 2 части, одна из которых впоследствии стала графством Марк, но она возвратилась его правителям в 16 веке.
В 1280 году граф перенёс столицу из замка Бург в Дюссельдорф.
Графство Юлих объединилось с Бергом в 1348 году, и в 1356 году император даровал графу Берга титул герцога Юлих-Берг.
В 1509 году герцог Клеве Иоганн III женился на Марии Юлих-Бергской, дочери и наследнице герцога Юлих-Бергского Вильгельма. В 1511 году, после смерти Вильгельма, его дочь получила власть над Юлихом, Бергом и Равенсбургом. Таким образом в 1521 году, под властью Иоганна оказалась территория нынешней федеральной земли Северный Рейн-Вестфалия, за исключением архиепископства Кёльна и епископства Мюнстера.

## XVI—XVII века

Герцогство Берг на карте 1645 г.

Новая правящая династия просуществовала до 1609 года, когда умер её последний представитель. Последующее противостояние завершилось Ксантенским договором 1614 года. По нему пфальцграф Нойбурга, исповедовавший католицизм, получал права на Юлих и Берг. Клеве и Марк доставались бранденбургскому курфюрсту и прусскому герцогу Иоганну III, являвшемся протестантом.
После того, как династия Нойбурга прекратила своё существование, Берг сначала был под властью рейнских пфальцграфов, а с их пресечением в 1777 году — под покровительством Баварии.
Французская оккупация 1794—1801 годов и аннексия в 1801 году Юлиха в ходе французских революционных войн отделила Юлих и Берг от баварских владений, и они попали под управление младшей династии Виттельсбахов.
В 1806 году реорганизация германских земель привела к прекращению существования Священной Римской империи. После этого произошло преобразование Бергского графства в Великое герцогство Берг, во главе которого встал Иоахим Мюрат.
Спустя год Мюрату достался титул неаполитанского короля, а власть в герцогстве получил Наполеон Луи Бонапарт.

## После Венского конгресса
В 1815 году по решению Венского конгресса, Берг вошёл в состав прусской провинции Юлих-Клеве-Берг, которая в 1822 году была объединена с провинцией Рейн.